# Relaciones Burundi-México
Las naciones de Burundi y México establecieron relaciones diplomáticas en 1977. Ambas naciones son miembros de las Naciones Unidas.

## Historia
Burundi y México establecieron relaciones diplomáticas el 28 de julio de 1977. Los vínculos se han desarrollado principalmente en el marco de foros multilaterales.
En noviembre de 2010, el gobierno de Burundi envió una delegación de once miembros para asistir a la Conferencia de las Naciones Unidas sobre el Cambio Climático de 2010 en Cancún, México.
En abril de 2013, el embajador de México en Kenia, Luis Javier Campuzano, visitó Burundi con el fin de promover la candidatura del Dr. Herminio Blanco a la Dirección General de la OMC, ocasión en la cual se reunió con el ministro de Comercio, Victoire Ndikumana, además de sostener encuentros con funcionarios de la Cancillería. En marzo de 2014, se inauguró el consulado honorario de México en Buyumbura.
En abril de 2018, el ministro de Agricultura y Ganadería de Burundi, Dr. Déo-Guide Rurema, y el director general de la Autoridad del Sector del Café de Burundi, Emmanuel Niyungeko, participaron en el 121° período de sesiones del Consejo Internacional del Café, que organizaron de manera conjunta la Organización Internacional del Café (OIC) y la Secretaría de Agricultura y Desarrollo Rural (SADER) en la Ciudad de México.
En junio de 2018 el gobierno de México hizo una contribución de $500 mil dólares para programas de asistencia alimentaria del Programa Mundial de Alimentos, que se distribuirá en partes iguales entre Burundi y Sudán del Sur.

## Misiones Diplomáticas
- Burundi está acreditado ante México a través de su embajada en Washington D. C., Estados Unidos.[3]
- México está acreditado ante Burundi a través de su embajada en Nairobi, Kenia y mantiene un consulado honorario en Buyumbura.[4]